# Haig Avenue
Haig Avenue is een voetbalstadion in het Engelse Southport, Merseyside en is de thuishaven van Southport FC.
Het stadion heeft een capaciteit van 6.008 mensen (1.884 zitplaatsen en 4.124 staanplaatsen), maar het recordaantal toeschouwers staat op 20.010. Dit werd behaald tijdens de 4e ronde van de FA Cup in 1932, toen speelde Southport tegen Newcastle United.
Het stadion kent vier tribunes: The Jack Carr Stand (overdekt, capaciteit 922), Grandstand (overdekt, 1.844), The Popular Side (niet overdekt, 1,631) en The Blowick End (niet overdekt, 1.186)  
Het stadion is in het verleden ook gebruikt door jeugdinternationals en de reserveteams van Liverpool FC en Everton FC.